# قائمة الجوائز التي تصنف كجائزة نوبل في مجالها
هذه القائمة غير شاملة لكل الجوائز التي تصنف كجائزة نوبل في مجالها.
تغطي جائزة نوبل الإنجازات البارزة في كل من الفيزياء والكيمياء والطب والأدب والسلام التي قدمت خدمة عظيمة للبشرية وذلك حسب رغبة الأب الروحي والموجود للجائزة ألفرد نوبل التي ذكرما في وصيته الأخيرة عام 1895. لذلك لم يكن للعديد من الفروع العلمية والثقافية نصيب في هذه الجائزة وبسبب ذلك ظهرت العديد من الجوائز منذ عام 1901 التي تعتبر كجائزة نوبل من حيث القيمة العلمية في هذه المجالات. 

## الهندسة المعمارية
- جائزة بريتزكر[2]

## علم الحاسب، علم المعلومات والإعلامية
- جائزة تورنغ[3]

## علم الاقتصاد
- جائزة نوبل في العلوم الاقتصادية[4]

## الهندسة
- جائزة تشارلز ستارك دريبر[5][6][7][8]
- جائزة فريتز و دولورس روس[5][6][7][8]
- جائزة برنارد غوردن[5][6][7][8]

## حماية البيئة، التنمية المستدامة، التربية, الصحة وحقوق الإنسان
- جائزة رايت ليفيلهوود[9][10][11][12][13]

## العلوم البيئية
- جائزة الكوكب الأزرق[14]

## الجغرافيا
- جائزة فاوترين لود[15]

## الرياضيات، البيولوجيا, الجيولوجيا وعلم الفلك
- جائزة كرافورد[16]

## الجيولوجيا
- جائزة فتليسن[17][18]

## العلوم الإنسانية، العلوم السياسية والإجتماعية، علم الإدارة، علم النفس، الفلسفة والمنطق، علم اللاهوت والأديان، علم اللغة وعلوم القانون
- جائزة هولبيرغ[19]

## الرياضيات
- جائزة أبيل[20]
- ميدالية فيلدز[21]

## الهيدرولوجيا والأرصاد الجوية
- جائزة منظمة الأرصاد الجوية العالمية[22]

## الموسيقى
- جائزة بولر للموسيقى[23][24][25]

## تقنية النانو
- جائزة كافلي في تقنية النانو[26]

## علم الأعصاب
- جائزة كافلي في علم الأعصاب[26]

## فيزياء الفلك
- جائزة كافلي في فيزياء الفلك[26]

## الإحصاء
- جائزة رؤساء هيئة مسيري منظمات الإحصاء[27]

## علوم البيئة
- جائزة تايلر[28]